# Voulez-Vous
Voulez-Vous är den svenska popgruppen Abba:s sjätte studioalbum och utkom den 23 april 1979. Albumet är gruppens mest discoorienterade, med klara influenser från Bee Gees och den elektroniska dansmusiken som Giorgio Moroder producerade i München.

## Historik

### Inspelning
Det tog lång tid för gruppen att färdigställa Voulez-Vous. Inspelningarna hade börjat våren 1978 och den äldsta inspelningen som klarade sig hela vägen på albumet, "Lovers (Live a Little Longer)", hade påbörjats ett år innan albumet släpptes. Flertalet melodier ratades under vägen, vilket resulterade i att utgivningsdatumet sköts fram till våren 1979, istället för hösten/vintern 1978, som först var planerat. Bland de ratade inspelningar, som kom att publiceras i andra sammanhang, kan nämnas "Lovelight" (B-sida på singeln "Chiquitita" 1979) och "Dream World" (utgiven första gången på CD-boxen Thank You for the Music 1994). Singeln "Summer Night City" från hösten 1978 togs inte heller med på albumet. Den sista inspelningen för albumet, "I Have a Dream", hade påbörjats en dryg månad innan det släpptes. Samtliga låtar skrevs av Benny Andersson och Björn Ulvaeus och producerades av de samma. Voulez-Vous blev det första albumet där gruppens manager Stikkan Anderson inte bidrog med någon text. 
Andersson och Ulvaeus erkände att de blivit influerade av Bee Gees framgångar med soundtracket till långfilmen Saturday Night Fever 1978 inför produktionen av Voulez-Vous. Till detta album koncentrerade de sig även på att göra raka poplåtar mer än att visa upp variation och mångsidighet, vilket gjorts på gruppens tidigare album. 
Under arbetet med Voulez-Vous invigdes gruppens nya studio i Stockholm där merparten av albumet spelades in, men de tidigaste inspelningarna gjordes i Metronome Studio och Marcus Music Studio. Titelspårets musikbakgrund gjordes i Criteria Recording Studios i Miami, USA. Det är enda gången som gruppen spelade in musik utanför Sverige. 
Tre av låtarna på albumet är över 5 minuter långa, två över 4 minuter och ingen är kortare än 3 minuter. Tre låtar har solostämma av Anni-Frid Lyngstad ("I Have a Dream", "The King Has Lost His Crown" och "Lovers (Live a Little Longer)"), tre av Agnetha Fältskog ("As Good As New", "Chiquitita" och "Kisses of Fire") och en har solosång av Björn Ulvaeus ("Does Your Mother Know"). 

### Omslag
Omslaget (bild) designades av Rune Söderqvist och fotografiet togs av Ola Lager på nattklubben Alexandra i Stockholm. Den pyramidform som förekommer på skivomslaget kom att vidareutvecklas till scenografin under gruppens världsturné 1979-1980 samt som officiell design för Polar Music. 

### Försäljning
Albumet hade många förhandsbeställningar och i Storbritannien såldes 400 000 exemplar på en vecka, vilket gav albumet en platinacertifiering. Dock låg det endast fyra veckor på plats ett, vilket kan jämföras med gruppens föregående album, som låg på förstaplatsen i nio veckor. I Sverige gick albumet rakt in på förstaplatsen, där den stannade i tio veckor, innan det petades ner till andraplatsen av Dire Straits album Communiqué.
Eftersom gruppen låg på olika skivbolag i olika länder, valde dessa vilka låtar från albumet som utgavs som singlar i deras territorium. Som internationella singlar från Voulez-Vous räknas dock "Chiquitita", "Does Your Mother Know", "Voulez-Vous" och "I Have a Dream".  
Gruppen spelade in "Chiquitita" med spansk text skriven av Buddy och Mary McCluskey och stoppade med denna på albumet i spansktalande länder. Låten blev en listframgång i Syd- och Latinamerika, vilket öppnade upp marknaden för albumet, som klättrade till förstaplats i bland annat Argentina och Mexiko. 

### Övrigt
Hösten 1979 gav sig gruppen ut på sin sista världsturné och flertalet låtar från Voulez-Vous framfördes då live. 
Voulez-Vous har remastrats tre gånger inför utgivning på CD; 1997, 2001 och 2005 som en del i boxen The Complete Studio Recordings.
Albumet är en av titlarna i boken Tusen svenska klassiker (2009).

## Låtlista
Alla låtar är skrivna av Benny Andersson och Björn Ulvaeus
Sida ett
1. "As Good as New" - 3:24
2. "Voulez-Vous" - 5:09
3. "I Have a Dream" - 4:45
4. "Angeleyes" - 4:20
5. "The King Has Lost His Crown" - 3:32

Sida två
1. "Does Your Mother Know" - 3:13
2. "If It Wasn't for the Nights" - 5:09
3. "Chiquitita" - 5:26
4. "Lovers (Live a Little Longer)" - 3:30
5. "Kisses of Fire" - 3:16

Total speltid: 41:33

### Bonusspår på 2001 års CD-utgåva
1. "Summer Night City" - 3:34
2. "Lovelight" - 3:46
3. "Gimme! Gimme! Gimme! (A Man After Midnight)" - 4:52

## Medverkande
Abba
- Benny Andersson – synthesizer, klaviatur, sång
- Agnetha Fältskog – sång
- Anni-Frid Lyngstad – sång
- Björn Ulvaeus – banjo, gitarr, sång

Övriga
- Rolf Alex – trummor
- Ola Brunkert – trummor
- Lars Carlsson – valthorn
- Anders Eljas – valthorn
- Joe Galdo – Trummor
- Malando Gassama – slagverk
- Rutger Gunnarsson – bas
- Paul Harris – piano
- Janne Kling – blås
- Nils Landgren – trombon
- Lennart Löfgren - trombon
- Ish Ledesma – gitarr
- Roger Palm – trummor
- Halldor Palsson – tenorsaxofon
- Arnold Paseiro – bas
- Jan Risberg – oboe
- Janne Schaffer – gitarr
- Johan Stengård – tenorsaxofon
- Åke Sundqvist – slagverk
- George Terry – gitarr
- Mike Watson – bas
- Lasse Wellander – giarr
- Kajtek Wojciechowski – tenorsaxofon
- Gunnar Mickols - violin
- Anders Dahl - violin

## Produktion
- Producenter: Benny Andersson, Björn Ulvaeus
- Tekniker: Michael B. Tretow
- Arrangörer: Benny Andersson, Björn Ulvaeus, Anders Eljas, Rutger Gunnarsson
- Design: Rune Söderqvist
- Fotografi: Ola Lager
- Remastrad för 1997 Remasters av Jon Astley and Tim Young med Michael B. Tretow
- Remastrad för 2001 Remasters av Jon Astley med Michael B. Tretow
- Remastrad för 2005 Complete Studio Recordings av Henrik Jonsson

## Listplaceringar
| Lista (1979-1980) | Topplacering |
| ----------------- | ------------ |
| Argentina         | 1            |
| Australien        | 5            |
| Belgien           | 1            |
| Finland           | 1            |
| Frankrike         | 6            |
| Japan             | 1            |
| Kanada            | 4            |
| Mexiko            | 1            |
| Nederländerna     | 2            |
| Norge             | 1            |
| Nya Zeeland       | 2            |
| Rhodesia          | 1            |
| Spanien           | 3            |
| Storbritannien    | 1            |
| Sverige           | 1            |
| Västtyskland      | 1            |
| Österrike         | 2            |

### Fotnoter
1. ↑  ”ABBA Annual 1979”. Arkiverad från originalet den 23 maj 2013. https://web.archive.org/web/20130523015000/http://www.abbaannual.com/1979.htm. Läst 3 december 2010.
2. ↑  Information i Svensk mediedatabas.
3. ↑  Palm 1996, sid. 114
4. ↑  Palm 1994, sid. 86
5. ↑  Halling 2014, sid. 43
6. ↑  Tobler 1993, sid. 83
7. ↑  Gradvall et al 2009, nr. 537
8. 1 2 3 4 5 6 7 8 9 10 11 12 13  ABBA - Voulez-Vous Arkiverad 12 december 2010 hämtat från the Wayback Machine.
9. ↑  Listplacering
10. ↑  ”Listplacering”. Arkiverad från originalet den 10 november 2012. https://web.archive.org/web/20121110075943/http://charts.org.nz/showitem.asp?interpret=ABBA&titel=Voulez%2DVous&cat=a. Läst 6 januari 2011.
11. ↑  Listplacering
12. ↑  Listplacering